# فانيسا جيلمور
فانيسا جيلمور (بالإنجليزية: Vanessa Gilmore)‏ هي قاضية ومحامية أمريكية، ولدت في 1956 في St. Albans, Queens ‏ في الولايات المتحدة.